# Il ragazzo della porta accanto (manga)
Il ragazzo della porta accanto (少年残像?, Shōnen zanzō), anche conosciuto come Boy's Next Door è uno shōjo manga di genere yaoi di Kaori Yuki, pubblicato nel 1998. La storia, ambientata a Los Angeles, segue la vicenda amorosa di Adrian, un giovane insegnante dal carattere tormentato, e Lawrence, un ragazzo che come lavoro fa il prostituto di strada.

## Trama
Le vicende sono ambientate negli Stati Uniti e, come suggerisce il titolo originale, sono presentate a posteriori. Un caso raccappricciante trattato in tribunale sta scioccando le masse: Adrian Clay, apparentemente un innocuo insegnante delle scuole elementari, si è rivelato essere un ricercato serial killer. Le sue vittime erano dei giovani ragazzi che si prostituivano. L'ultimo, un quattordicenne di nome Lawrence, è stato trovato morto tra le sue braccia, nonostante l'uomo continuasse a ripetere che stava ''solo dormendo''. Diversi mesi prima... Lawrence è il casuale testimone dell'omicidio di un ragazzo che, come lui, si prostituisce. Il giovane non riesce a vedere il volto del serial killer (Adrian) che fugge dal corpo mutilato, ma trova un collare che porta il nome del suo animale (un'iguana). Il giorno seguente Lawrence si reca nella scuola di Adrian, fingendo di essere il fratello minore, per ricattarlo con la minaccia di esporre la prova dell'omicidio. Lawrence chiede all'uomo di aiutarlo a sottrarsi dal giro di prostituzione: in cambio gli restituirà il collare. Adrian rifiuta considerandola una proposta ridicola e, terrificato all'idea di essere scoperto, prende in considerazione l'idea di uccidere Lawrence.

## Personaggi

### Protagonisti
Adrian Clay
È un insegnante di scuola elementare ventisettenne. Sua madre lo concepì a seguito di una violenza sessuale; venne trascurato e disprezzato, conducendo un'infanzia miserevole piena di sensi di colpa e crescendo nel costante ricordo di non essere stato desiderato. La madre cominciò presto a dormire assieme ad altri uomini per denaro; tentò anche di abbandonare Adrian nel bel mezzo della festa di carnevale ma il ragazzo, dopo due giorni di vagabondaggio per le strade della città, riuscì a tornare a casa.
Assisté anche, e in parte partecipò, a una rissa tra la madre ed uno dei suoi anonimi clienti: come risultato la donna si trovò con un coltello conficcato in un fianco. Non volendo che altri bambini avessero un'infanzia triste come la sua, è diventato un insegnante di sostegno elementare.
Nonostante il suo aspetto mite, Adrian nasconde un oscuro segreto: con l'avvicinarsi della sera i suoi impulsi sessuali incontrollabili lo portano a cercare sempre nuovi ragazzi che si vendono per le strade, ma finisce spesso con il seviziarli a morte.
Lawrence Hill
Soprannominato Lawr, è un adolescente quattordicenne scappato di casa che è stato costretto dal fratello maggiore a prostituirsi con altri uomini. Conosce Adrian e gli si affeziona, soprattutto per il suo carattere mite e triste.
Assiste come testimone al sesto omicidio commesso da Adrian, quindi lo ricatta costringendolo ad incontrarsi con lui privatamente. Inizia però presto anche a sviluppare un attaccamento morboso ad Adrian, finendo per innamorarsi di lui e a desiderarlo con passione come proprio amante personale.

### Altri personaggi
Dallas
Fratello maggiore di Lawrence, tipo violento e pericoloso. Una volta era uno studente modello, ma è poi finito per fuggire di casa a causa delle sempre maggiore pressione esercitata su di lui da parte di scuola e famiglia. In seguito si è ritrovato proprietario di una casa d'appuntamenti frequentata da prostituti maschi, e finisce per costringere anche il fratellino a lavorare per lui.
Vicky
Una degli studenti di Adrian: è stata adottata e spesso e volentieri s'azzuffa con i compagni. Abita vicino ad Adrian e va spesso a trovarlo a casa sua.